# نيكسون بيريا
نيكسون بيريا (بالإسبانية: Nixon Perea)‏ (15 أغسطس 1973 في كولومبيا – )؛ هو لاعب كرة قدم سابق كان يلعب كلاعب وسط.

## وصلات خارجية
- نيكسون بيريا على موقع الاتحاد الدولي (مؤرشف)  (الإنجليزية)
- نيكسون بيريا على موقع رابطة كرة القدم اليابانية للمحترفين (اليابانية)
- نيكسون بيريا على موقع قاعدة بيانات كرة القدم.إي يو (الإنجليزية)
- نيكسون بيريا على موقع Soccerway.com (الإنجليزية)
- نيكسون بيريا على موقع عالم كرة القدم.نت (الإنجليزية)